# Пуцањ (филм)
„Пуцањ“ је југословенски филм из 1972. године. Режирао га је Бранко Гапо, а сценарио је писао Димитар Солев.

## Радња
Филм представља адаптацију романа Под усвитеност Димитра Солева, који је био инспирисан стварним догађајима за време 2 светског рата, односно атентатом на Манета Мачкова, агента бугарске тајне полиције у окупираном Скопљу 1941 године. Протагонисти су група омладинаца која се прикључила илегалном покрету отпора и својим акцијама у граду настоји пажњу власти скренути са припрема за оснивање Скопског партизанског одреда...

## Улоге
| Глумац                    | Улога                     |
| ------------------------- | ------------------------- |
| Слободан Димитријевић     | Емануел                   |
| Ристо Шишков              | Никола Петков             |
| Неда Арнерић              | Вера                      |
| Емил Рубен                | Дане                      |
| Владимир Светиев          | Доне Петрушевски          |
| Мајда Тушар               | Анђа                      |
| Петре Арсовски            | Игор                      |
| Шишман Ангеловски         |                           |
| Киро Ћортошев             | Иван (као Киро Кјортошев) |
| Драгомир Фелба            |                           |
| Ратко Гавриловић          |                           |
| Мите Грозданов            |                           |
| Михајло Миша Јанкетић     |                           |
| Панче Камџик              |                           |
| Гјоргји Колозов           |                           |
| Драги Костовски           |                           |
| Ненад Милосављевић        |                           |
| Благоја Спиркоски Џумерко |                           |
| Дарко Дамевски            |                           |
| Димитар Гешоски           |                           |
| Јон Исаја                 |                           |
| Томо Видов                |                           |
| Славица Зафировска        |                           |
| Кирчо Божиновски          |                           |
| Спасе Нелов               |                           |
| Никола Автовски           |                           |